# Xã Dillard, Quận Howard, Arkansas
Xã Dillard (tiếng Anh: Dillard Township) là một xã thuộc quận Howard, tiểu bang Arkansas, Hoa Kỳ. Năm 2010, dân số của xã này là 212 người.